# Mukawa
Mukawa (むかわ町, Mukawa-chō) és una vila i municipi de la subprefectura d'Iburi, a Hokkaido, Japó. La vila també forma part del districte de Yūfutsu. Mukawa és una població de caràcter agrícola, amb la majoria de la seua població treballant en aquest sector, tot i trobar-se relativament a prop de Tomakomai i Muroran, municipi més poblat i capital subprefectural respectivament, que són grans centres siderúrgics i industrials.

## Geografia
El municipi de Mukawa es troba a l'est de la subprefectura d'Iburi, al sud-est de Hokkaido. El terme municipal de Mukawa limita amb els d'Atsuma a l'oest; amb Yūbari, a la subprefectura de Sorachi, i Shimukappu, a la subprefectura de Kamikawa al nord i amb Biratori i Hidaka a l'est, a la subprefectura de Hidaka. La vila de Mukawa fa costa amb l'oceà pacífic al sud.

## Història
El primigeni municipi de Mukawa (鵡川町) es creà el 1895 amb la categoria de poble i, més tard, l'any 1953 va esdevindre vila. El 27 de març de 2006, l'antiga vila de Mukawa va absorbir la veïna vila de Hobetsu, creant així la nova vila de Mukawa, que conservà el seu nom anterior, tot i que, per a diferenciar les dues etàpes, mentres que abans mukawa estava escrit amb kanjis, la nova vila escriuria el seu nom en hiragana (むかわ町).

## Transport

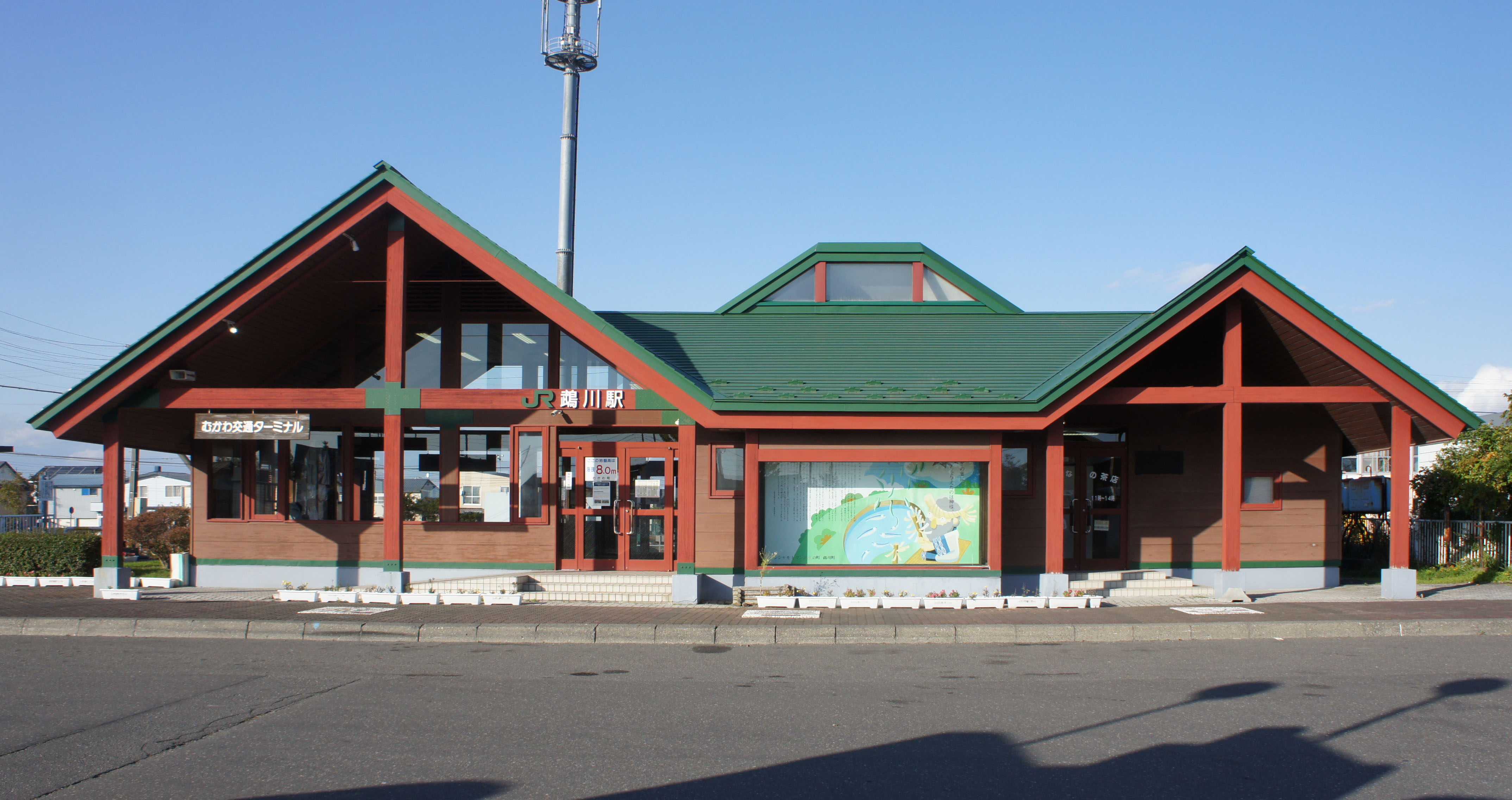
Estació de Mukawa

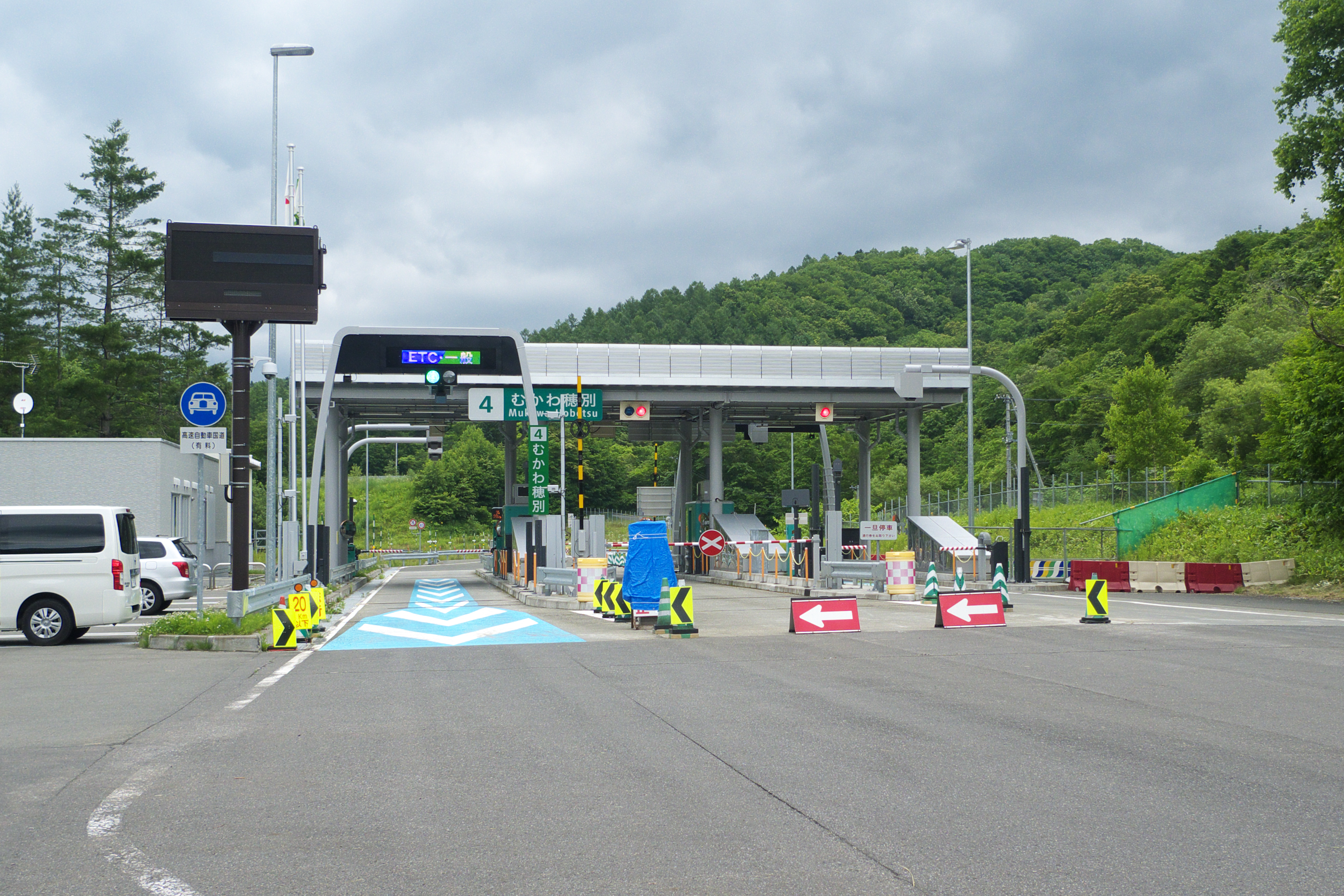
Entrada a Mukawa per l'autopista Dōtō

### Ferrocarril
- Companyia de Ferrocarrils de Hokkaido (JR Hokkaido)
  - Estació de Hama-Taura
  - Estació de Mukawa
  - Estació de Shiomi

### Carretera
- Autopista Oriental de Hokkaidō (Dōtō)
- Autopista de Hidaka
- Nacional 235
- Nacional 274

Carreteres prefecturals principals
- Prefectural 10
- Prefectural 59
- Prefectural 74
- Prefectural 131

Carreteres prefecturals generals
- Prefectural 575
- Prefectural 610
- Prefectural 933
- Prefectural 983
- Prefectural 1046
- Prefectural 1165

## Agermanaments
- Tonami, prefectura de Toyama, Japó.